# Hoshihananomia kurosai
Hoshihananomia kurosai là một loài bọ cánh cứng trong họ Mordellidae. Loài này được Chûjô & Nakane miêu tả khoa học năm 1955.